# Letto a tre piazze
Letto a tre piazze é um filme italiano de 1960, dirigido por Stefano Vanzina. 

## Sinopse
Giuseppe Castagnano e a esposa, Amalia (Nadia Gray), preparam-se para festejar o seu décimo ano de casamento, quando lhes aparece o primeiro marido de Amalia, dado como morto na frente russa. Depois de uma absurda tentativa de vida a três e a conselho do pároco local, D. Ignazio, chegam à conclusão que Amalia tem que escolher por um dos dois maridos. E começa a disputa dos dois maridos para convencerem Amalia.

## Elenco
- Totò: Antonio Di Cosimo
- Peppino De Filippo: Prof. Peppino Castagnano
- Nadia Gray: Amalia
- Cristina Gajoni: Prassede, la cameriera
- Aroldo Tieri: Avv. Vacchi
- Gabriele Tinti: Nino, il fidanzato di Prassede
- Angela Luce: la soubrette
- Mario Castellani: il preside
- Luciano Bonanni: tassista